# CA Taquaritinga
CA Taquaritinga is een Braziliaanse voetbalclub uit de stad Taquaritinga in de deelstaat São Paulo.

## Geschiedenis
De club werd opgericht in 1942 en koos rood-wit-groen als clubkleuren ter ere van de Italiaanse vlag. Echter doordat Italië een asmogendheden was in de Tweede Wereldoorlog mocht de club de kleuren niet behouden en werd het wit vervangen door zwart, wat hen een unieke combinatie opleverde in het Braziliaanse voetbal.
In 1954 werd het een profclub en ging in de derde klasse spelen van het Campeonato Paulista. Tot 1967 speelde de club afwisselend in de tweede en derde klasse en werd dan terug een amateurclub. In 1974 keerde de club terug naar de derde klasse van de profcompetitie. Na degradatie in 1976 speelde de club drie jaar in de vierde klasse. In 1981 kon de club terug promotie afdwingen naar de tweede klasse. Het eerste seizoen na vijftien jaar was meteen een succes en in de laatste groepsfase eindigde de club met één punt voorsprong op Bragantino op de eerste plaats, waardoor ze voor het eerst promoveerden naar de hoogste klasse van het. Na twee seizoenen degradeerde de club. De volgende jaren speelde de club in de tweede klasse tot in 1992 opnieuw de titel gewonnen werd.
Bij de terugkeer in de hoogste klasse eindigde de club in de middenmoot, maar doordat het aantal clubs danig teruggeschroefd werd degradeerde de club. Na een jaar in de middenmoot volgde zelfs een degradatie naar de Série A3. Tot overmaat van ramp degradeerde club in 1996 zelfs naar de vierde klasse. Daar werd de club meteen kampioen en kon zo terugkeren. Twee jaar later was de club weer bij af en degradeerde opnieuw. De club werd vicekampioen achter Flamengo en keerde meteen terug naar de Série A3. Daar eindigde de club ook weer op een degradatieplaats, maar werd uiteindelijk gespaard van degradatie door de uitbreiding van het Torneio Rio-São Paulo in 2002. Het bleek geen uitstel van executie te zijn, want het volgende seizoen plaatste de club zich voor de finale om de titel. Ze speelden twee keer gelijk tegen Oeste, maar moest de titel aan deze club laten omdat ze in de competitie beter gepresteerd hadden. Evenwel promoveerde de club terug naar de Série A2.
De club plaatste zich in 2003 meteen voor de halve finale, die ze verloren van Atlético Sorocaba. Ook het volgende jaar wist de club zich bij de laatste vier te scharen en eindigde op een zucht van de promotie. Nadat de club in 2005 net de eindronde miste plaatsten ze zich hier in 2006 wel weer voor. Op de laatste speeldag verspeelde de club de promotie door te verliezen van Sertãozinho. Na twee jaar middenmoot plaatste de club zich in 2009 opnieuw voor de eindronde, maar werd daar nu laatste. In 2010 degradeerde de club opnieuw. In 2011 volgde een tweede degradatie op rij. In de Segunda Divisão, vierde klasse, kon de club drie jaar op rij niet de tweede ronde behalen. In 2015 trok de club zich zelfs terug uit de competitie. In 2017 keerde de club na twee jaar afwezigheid terug naar de vierde klasse.

## Bekende ex-spelers
- João Paulo
- Washington